# 奥山武宰士
奥山 武宰士（おくやま むさし、1991年5月15日 - ）は、東京都八丈町出身の元サッカー選手。ポジションはミッドフィールダー。

## 来歴

### 柏レイソル
八丈島で酒造会社を営む家に生まれた。小学5年生になった2002年、島に赴任してきたコーチの影響もあり、柏レイソル下部組織のセレクションに応募して合格。翌年母親と共に島を離れ、柏市内へ移り住んだ。中学3年時の2005年には、チームのヨーロッパ遠征で訪れたヴェルダー・ブレーメンユースへの入団を目指したが、ブレーメンの日本人学校閉校によって実現しなかった。同年の日本クラブユースサッカー選手権 (U-15)大会では3位に入ったが、エコノミークラス症候群発症等のコンディション悪化もあって柏ユース昇格は見送られた。

### アルビレックス新潟
柏ユース昇格見送りの後、アルビレックス新潟ユースのセレクションに合格して入団。2008年には2種登録選手となり、翌2009年のトップチームのキャンプへ帯同した。2010年にトップチームへ昇格。八丈島出身として初のJリーガーとなった。同年1月10日には、島内のリゾート施設で新潟とのプロ契約調印式が公開で行われ、その出席者150人によって後援会も発足した。その席には同地で自主トレーニング中だった日本代表の長友佑都も駆けつけ、奥山を激励した。
しかしトップチームでは1試合の出場機会も与えられず、翌2011年にアルビレックス新潟シンガポールへレンタルで放出された。2年間のシンガポール生活を経て2013年に新潟へ復帰するも出場機会は無く、シーズン終了後の2014年1月15日に退団が発表された

### サザン・ミャンマー
2014年5月27日、ミャンマーリーグのサザン・ミャンマーへの移籍が発表された。

### 引退後
2020年に八丈島に戻り実家の酒蔵を継いで焼酎の製造・販売に携わっている。

## 所属クラブ
ユース経歴
- 大賀郷FC
- 柏レイソルU-12
- 2004年 - 2006年 柏レイソルU-15（柏市立柏第四中学校）
- 2007年 - 2009年 アルビレックス新潟ユース（開志学園高校）
  - 2008年 - 2009年 アルビレックス新潟（2種登録）

プロ経歴
- 2010年 - 2013年  アルビレックス新潟
  - 2011年 - 2012年  アルビレックス新潟シンガポール（期限付き移籍）
- 2014年  サザン・ミャンマー

## 個人成績
| 国内大会個人成績 | 国内大会個人成績 | 国内大会個人成績 | 国内大会個人成績 | 国内大会個人成績 | 国内大会個人成績 | 国内大会個人成績 | 国内大会個人成績 | 国内大会個人成績 | 国内大会個人成績 | 国内大会個人成績 | 国内大会個人成績 |
| 年度             | クラブ           | 背番号           | リーグ           | リーグ戦         | リーグ戦         | リーグ杯         | リーグ杯         | オープン杯       | オープン杯       | 期間通算         | 期間通算         |
| 年度             | クラブ           | 背番号           | リーグ           | 出場             | 得点             | 出場             | 得点             | 出場             | 得点             | 出場             | 得点             |
| 日本             | 日本             | 日本             | 日本             | リーグ戦         | リーグ戦         | リーグ杯         | リーグ杯         | 天皇杯           | 天皇杯           | 期間通算         | 期間通算         |
| ---------------- | ---------------- | ---------------- | ---------------- | ---------------- | ---------------- | ---------------- | ---------------- | ---------------- | ---------------- | ---------------- | ---------------- |
| 2008             | 新潟             | 32               | J1               | 0                | 0                | 0                | 0                | 0                | 0                | 0                | 0                |
| 2009             | 新潟             | 30               | J1               | 0                | 0                | 0                | 0                | 0                | 0                | 0                | 0                |
| 2010             | 新潟             | 25               | J1               | 0                | 0                | 0                | 0                | 0                | 0                | 0                | 0                |
| シンガポール     | シンガポール     | シンガポール     | シンガポール     | リーグ戦         | リーグ戦         | リーグ杯         | リーグ杯         | シンガポール杯   | シンガポール杯   | 期間通算         | 期間通算         |
| 2011             | 新潟S            | 14               | Sリーグ          | 21               | 3                | 4                | 0                | 4                | 0                | 29               | 3                |
| 2012             | 新潟S            | 8                | Sリーグ          | 23               | 1                | 1                | 0                | 3                | 0                | 27               | 1                |
| 日本             | 日本             | 日本             | 日本             | リーグ戦         | リーグ戦         | リーグ杯         | リーグ杯         | 天皇杯           | 天皇杯           | 期間通算         | 期間通算         |
| 2013             | 新潟             | 27               | J1               | 0                | 0                | 0                | 0                | 0                | 0                | 0                | 0                |
| 通算             | 日本             | 日本             | J1               | 0                | 0                | 0                | 0                | 0                | 0                | 0                | 0                |
| 通算             | シンガポール     | シンガポール     | Sリーグ          | 44               | 4                | 5                | 0                | 7                | 0                | 56               | 4                |
| 総通算           | 総通算           | 総通算           | 総通算           | 44               | 4                | 5                | 0                | 7                | 0                | 56               | 4                |

- 2008年、2009年は2種登録

## 代表歴
- 2006年 U-15日本代表
- 2009年 U-18日本代表